# تپه سرگر
تپه سرگر مربوط به دوره سلوکیان - دوره اشکانیان است و در شهرستان الیگودرز، بخش بشارت، دهستان پیشکوه ذلقی، ۲۰۰ متری جنوب شرقی روستای شیرالی واقع شده و این اثر در تاریخ ۷ خرداد ۱۳۸۷ با شمارهٔ ثبت ۲۲۷۸۷ به‌عنوان یکی از آثار ملی ایران به ثبت رسیده است.